# 野見神社 (一宮市)
野見神社（のみじんじゃ）は、愛知県一宮市今伊勢町にある神社である。式内社の尾張国中島郡「野見神社」に比定され、旧社格は村社。

## 祭神
- 野見宿禰命
- 天穂日命
- 天照大御神

上記3柱を主祭神に、宇迦之御魂命と須佐之男命を合祀する。
神社名の「野見」から、土師氏の祖神である野見宿禰命、あるいは天穂日命と見るのが通説となっている。また、境内に今伊勢古墳群に含まれる野見神社古墳があり、勾玉や埴輪等が出土しているが、土師氏が土器の製造のみならず、古墳の築造にも深く関わっていたことも参考になる。

## 由緒
創建時期は不明であるが、土師氏がこの地域を開拓したさいに創祀したと推測され、『延喜式神名帳』では国幣小社に列し、『国内神名帳|尾張国神名帳』では「従三位 野見天神」と記載されている。また、応永6年（1399年）の「尾張国国衙正税未進注文」（『醍醐寺文書』）には「野見社」の名で見えているので、当時国衙領内に社領を有する神社であったろうとの指摘もある。なお、大字名の「宮後（みやうしろ）」は当神社の北方に位置する村落の意味であろうとの説がある（津田正生『尾張国地名考』）。

## 文化財
- スダジイ - 目通り2.5m高20m、同種の中でも稀な大木でありながら樹勢は旺盛であり、一宮市の天然記念物に指定されている。
- 野見神社古墳 - 長径約20m、墳高約1mの小規模な円墳で、古墳時代前Ⅲ期（5世紀前半）の築造と見られている[2]。なお、当古墳が含まれる伊勢古墳群は市の史跡に指定されている。

## 交通
- 名古屋鉄道名古屋本線今伊勢駅より徒歩15分